# أوبدال
أوبدال، بالنرويجية Oppdal، قرية وبلدية في مقاطعة تروندلاغ وتعد جزءاً من إقليم دوفر. المقر الإداري للبلدية هو قرية أوبدال، كما تضم قرى أخرى: لونسات، فوغنالان، فاغرهوغ وهولان.

## معلومات عامة
تأسست بلدية أوبدال في 1 يناير/كانون الثاني 1838 ولم تتغير حدودها منذ ذلك الحين.

### التسمية
تمت تسمية البلدية نسبة إلى مزرعة أوبدال القديمة، لأن أقدم كنيسة موجودة هناك. في اللغة النوردية القديمة اسم أوبدال يُكتب Uppdair، الجزء الأول من الكلمة upp يعني «الأعلى» والجزء الأخير dair يعني «الوادي». قديما، الاسم كان يهجئ على الشكل الآتي: Opdal.

### شعار النبالة
شعار النبالة اُعتمد في 19 فبراير/شباط 1982، ويرمز لتقاطع ثلاث طرق مهمة تؤدي إلى تروندهايم، دومباس وسوندالسورا، ما جعل المنطقة ذات أهمية من ناحية التجارة والنقل.

### الكنائس
كنيسة النرويج تمتلك ثلاث أبشريات في بلدية أوبدال، وهي تابعة لعمادة غاولدال وأسقفية نيداروس.
| الأبشرية | اسم الكنيسة  | تاريخ البناء | موقع الكنيسة |
| -------- | ------------ | ------------ | ------------ |
| فاغرهوغ  | فاغرهوغ كابل | 1921         | فاغرهوغ      |
| لونست    | لونست كابل   | 1863         | لونست        |
| أوبدال   | أوبدال كابل  | 1651         | أوبدال       |

## التاريخ
يعود تاريخ أوبدال إلى العصر الحديدي النرويجي. كانت تقطع على تقاطع طرق للتنقل إلى تروندهايم، جبال دوفرفيال وسوندال في الساحل الغربي، وهو ما يرمز إليه شعار النبالة للبلدية.
أوبدال تم إنشاؤها في البداية قبل العام 600 ميلادي، في ذلك الوقت كانت توجد حوالي 50 مزرعة في المنطقة، وارتفع هذا العدد بحوالي 20 خلال عصر الفايكنغ. يوجد أكثر من 700 جثوة في فانغ، تشتمل على جواهر وأغراض أخرى جيء بها من الجزر البريطانية، وهذا ما يشير إلى أن المنطقة لعبت دورا مهما في التجارة خلال عصر الفايكنغ.
خلال العهد المسيحي، تم استبدال الجثوات والأضرحة الوثنية بالكنائس. خمس كنائس ريفية بنيت في البداية في أوبدال تحديدا في فانغ، آلبو، لونسات ونوردسكوغن، أما كنيسة أوبدال فتم بنائها في عام 1653 وهي لا تزال قائمة إلى يومنا هذا.
كانت أوبدال تشكل محطة توقف لزوار ضريح سانت أولاف في كاتدرائية نيداروس بتروندهايم خلال العصور الوسطى، أين يجدون المأوى والطعام.
تأثرت أوبدال بشكل كبير بسبب الموت الأسود، ما أدى لهجرة العديد من المزارع، ومع سوء المناخ بالمنطقة، لم تتعافَ إلا بعد 170 عاما، حيث بقي 35 مزرعة، 350 نسمة وكنيسة واحدة في فانغ. تأثرت المدينة مجدداً بالمجاعة سنة 1742.
في أوائل القرن السابع عشر، بدأ عدد سكان أوبدال بالتزايد ليصل إلى 2,200 نسمة سنة 1665، وتم بناء كنيسة جديدة في أوبدال. تمت إعادة بعث كنيستي لونست وفاغرهاوغ. بحلول القرن الثامن عشر، اهتم السكان بالاستثمار في ميدان التربية، وأُنشئت العديد من المدارس بما في ذلك مدرسة ثانوية.
تواصل نمو السكان خلال القرن التاسع عشر، ولم تعد العائدات الفلاحية تستطيع سد حاجياتهم. هاجر العديد من السكان إلى الولايات المتحدة الأمريكية ما أدّى لانخفاض في التعداد السكاني لغاية 1910 حيث تم افتتاح طريق سكة حديدية من أوسلو إلى تروندهايم مروراً بدوفر (المسمى بخط دوفربانن)، هذا الحدث أتاح العديد من فرص العمل، وجعل المنطقة مقصدا للسواح. في عام 1952، تم افتتاح أول مصعد للتزلج، وشهد العديد من التوسعات ليصبح واحداً من أوسع مناطق التزلج في النرويج.

## الجغرافيا
تمتلك أوبدال حدودا مع بلدية واحدة من مقاطعة تروندلاغ (وهي رينيبو في الشمال الشرقي)، ثلاث بلديات في مقاطعة موره ورومسدال (وهي على التوالي: سورنادال شمالا، ريندال وسوندال غربا)، بلديتان في مقاطعة هيدمارك (وهما تينيست شرقا وفلودال جنوبا)، وبلدية واحدة في مقاطعة أوبلاند (وهي دوفر جنوبا).
يمر بالبلدية الطريق الأوروبي السريع E6، والطريق الوطني النرويجي 70.
الجزء الجنوبي من سلسلة ترولهايمن يقع في البلدية. تغطي البلدية مساحة مقاربة لمقاطعة فاتفولد. المقر الإداري للبلدية يرتفع بـ545 مترا عن سطع البحر. في عام 2001 أطلق على المياه الشروب في البلدية لقب أفضل مياه في النرويج.
يغلب على أوبدال الطابع الجبلي، ومن أهم الجبال الموجودة: ستورسكريمتن (أعلى جبل في المنطقة بارتفاع يقدر بـ1,985 مترا)، بلاهوا وألمانبارغت.
توجد العديد من البحيرات في البلدية، أشهرها غيافيلفاتنت، وبحيرة فوديني الواقعة جنوبا.

### المناخ
مناخ المنطقة أقرب إلى القاري، مع معدل لهطول أمطار يبلغ 500 ملم سنويا، متوسط درجة الحرارة في يناير/كانون الثاني هو -6.5 درجة مئوية وفي شهر يوليو/تموز 11.5 درجة مئوية.

## الاقتصاد
أهم الأنشطة الاقتصادية في أوبدال هي الزراعة، السياحة وبعض الصناعة الخفيفة. تعد أوبدال أغنى منطقة من حيث عدد الأغنام في النرويج (45,000 رأسا سنويا)، وهي واحدة من أفضل مناطق التزلج في النرويج، ومحاطة بالعديد من الحظائر الوطنية.

## الأعلام والشخصيات
- الكاتب إنغا كروكان ولد في أوبدال، التي تعد مسرحا للعديد من أعماله.
- الملحن النرويجي هارالد سيثر ولد ويعيش في أوبدال.
- إينار إنغفالد هوغن (1906-1994) عالم لسانيات ومؤلف وبروفيسرو في جامعة هارفارد نرويجي-أمريكي. ولد في ولاية آيوا لأبوين نرويجيين من أوبدال.
- بارد بيورندالستر فنان حفر على الخشب يعيش ويمارس عمله هناك، وقد شارك في النحت على أورغن كنيسة أوبدال.

## الروابط الخارجية
- أحوال الطقس في أوبدال (باللغة النرويجية).
- الدليل السياحي لمقاطعة سور تروندلاغ على Wikivoyage.
- إحصاءات حول أوبدال في موقع الإحصاءات النرويجي.